# Mirador Massue

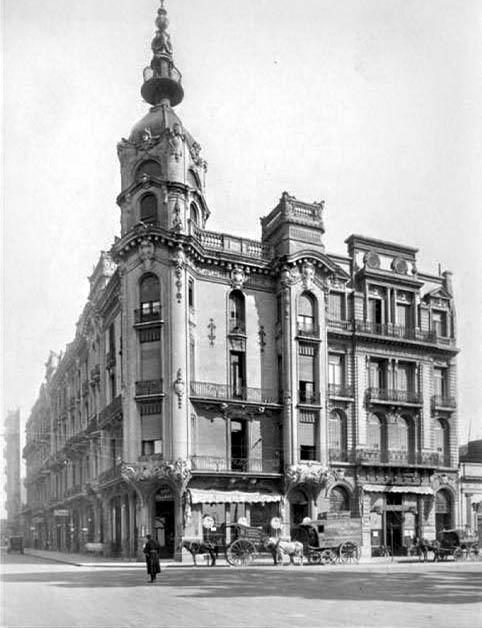
Una foto del edificio original hacia 1920. El vecino a la derecha aún sigue en pie

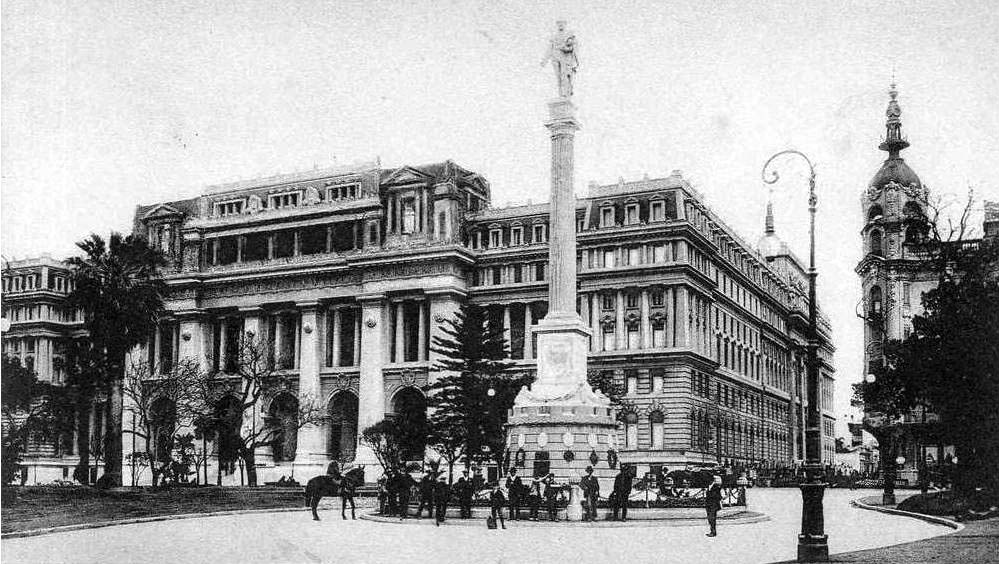
El edificio se destacaba en cualquier foto de Plaza Lavalle y los Tribunales

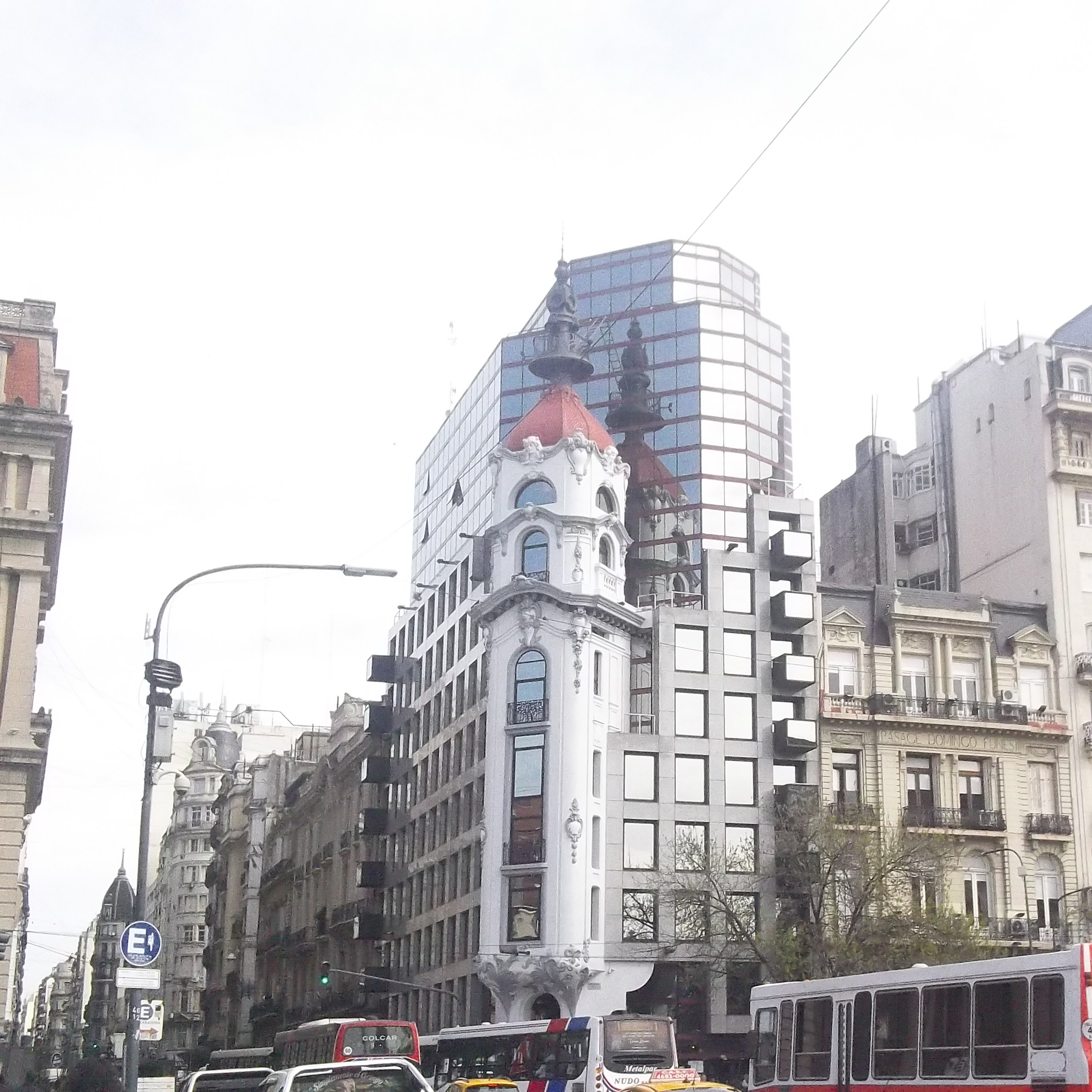

El edificio conocido popularmente como Mirador Massue se encuentra en la esquina de las calles Talcahuano y Tucumán, frente a la Plaza Lavalle en la ciudad de Buenos Aires. Proyectado en 1903 como edificio de departamentos de renta para David Costaguta, en 1989 fue semidemolido y remodelado para transformar su uso a oficinas de alquiler, sobreviviendo sólo su conocida torre mirador. Su nombre oficial actual es Edificio Tribunales Plaza.

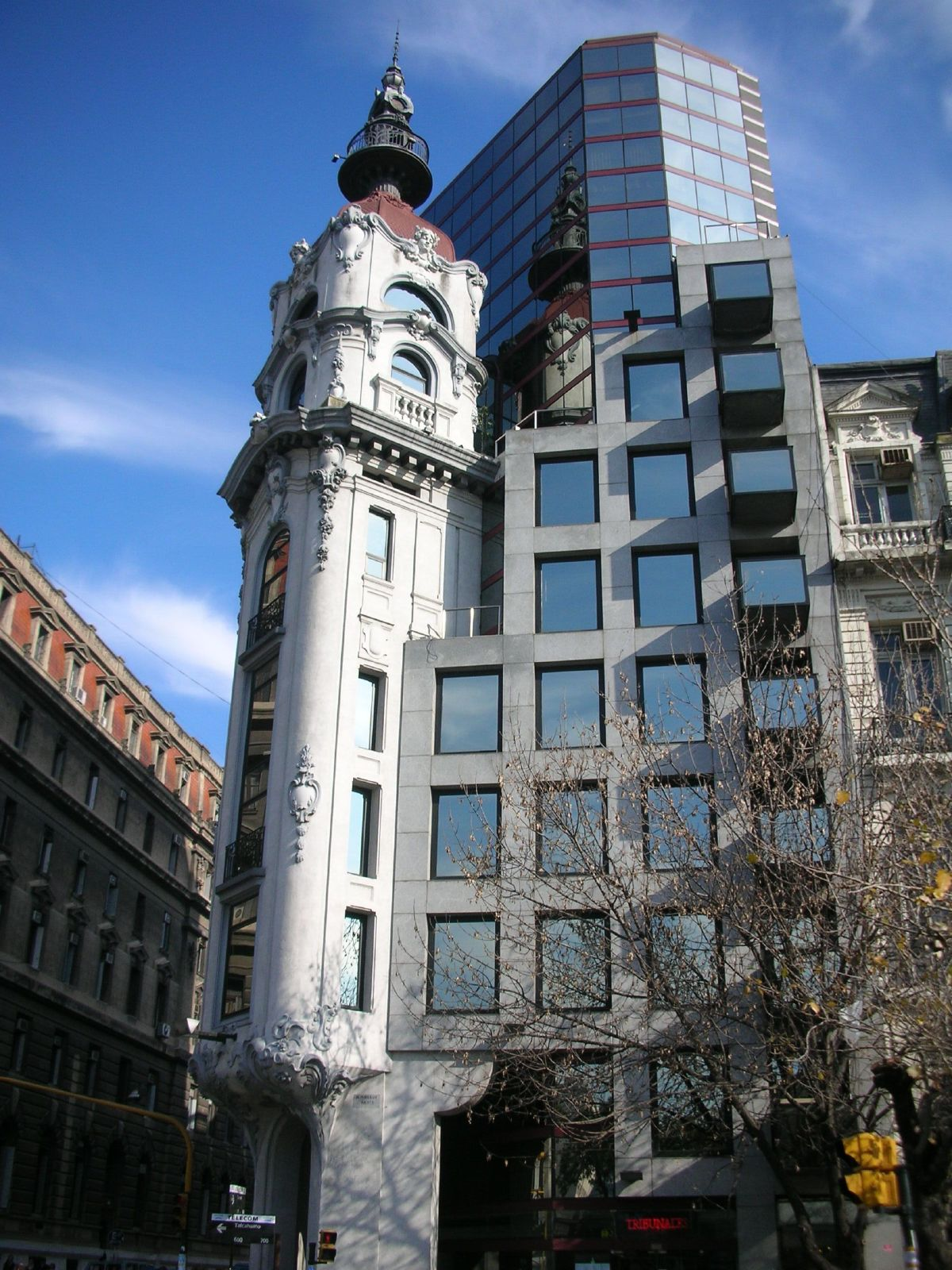
Vista desde la calle Talcahuano

El arquitecto original fue Alfred Massue, un francés de ascendencia normanda y calvinista, quien trabajó a fines del siglo XIX en la Argentina y el Uruguay. Con raíces en el academicismo, siguiendo el modelo instalado por la École des Beaux-Arts durante el siglo XIX, hacia el 1900 Massue comenzó a adherir a la nueva rama modernista, que en su país natal tomó el nombre de art nouveau y se caracterizó por el uso intensivo de ornamentos con formas vegetales y de la naturaleza. Este cambio en su estilo se ve presente ya en el edificio que diseñó en 1903 para Costaguta, viendo la ornamentación del balcón del primer piso y el remate de la torre, en donde abundan los rostros femeninos característicos de esta arquitectura.
Mientras avanzaba la construcción del edificio de Massue, el Estado nacional dio comienzo a su proyecto para instalar el nuevo Palacio de Tribunales frente a la Plaza Lavalle, en la manzana hasta ese momento ocupada por el Parque de Artillería. Probablemente Costaguta sabía de los planes y previó la futura valorización de los terrenos, motivo por el cual había ordenado la rápida construcción de este edificio residencial, que quedaría vecino a la nueva sede de la Corte Suprema, inaugurada en 1910. 
El Palacio Costaguta se hizo conocido rápidamente por su llamativa decoración y su estilizada torre mirador. Luego de la construcción de los Tribunales, la Plaza Lavalle fue objeto de numerosas fotografías y postales en donde el edificio diseñado por Massue solía aparecer asomando por un costado con su característica cúpula. En realidad no se trataba de un solo edificio, sino que estaba formado legalmente por dos bloques de arquitectura idéntica aunque con accesos independientes: uno estaba sobre la esquina de Talcahuano e incluía la torre mirador, y el otro continuaba por la calle Tucumán hacia la esquina con Uruguay. En su planta baja funcionó durante décadas un café llamado Fuji, de propietarios japoneses, que contaba con pisos de pinotea ornamentados y boisserie tallada artesanalmente en sus paredes. 
En 1989 el bloque de la esquina fue adquirido en remate judicial por la firma UNIBON SA, que anunció planes para demolerlo y construir allí un edificio de oficinas de neto estilo contemporáneo. Rápidamente surgió una polémica, ya que el edificio de Massue era valorado como uno de los mejores ejemplos de art nouveau porteño. El asunto tomó cariz público, siendo objeto de numerosos artículos a cargo de arquitectos como Horacio Spinetto, Mario Sabugo o el director del Buenos Aires Museo, José María Peña.
Conscientes del disgusto que causó a un buen sector la publicación de los planos y proyectos del futuro edificio diseñado por los arquitectos Caffarini y Vainstein, y viendo que el tema fue tratado incluso en noticieros de la televisión, se decidió consultar al arquitecto Peña, para finalmente dejar en pie la torre mirador aunque demoliendo de todas formas el resto del bloque que formaba el viejo Palacio Costaguta. Por otro lado, el bloque sobre la calle Tucumán, con entradas por el 1325 y el 1349, permanecería intacto.
Las obras fueron ejecutadas durante los siguientes años. Así, la vieja cúpula quedó rodeada por un edificio contemporáneo, de estilo posmoderno, con una fachada vidriada con paños de vidrio alternados con franjas horizontales de color granate acompañada con un basamento de hormigón visto con ventanas caladas que se va escalonando hacia el remate del edificio vidriado. Se trató de uno de los primeros casos en donde se mostró la preocupación de la sociedad porteña por la preservación de sus edificios patrimoniales, en una época aún lejana a la posterior formación de grupos de vecinos y especialistas que se movilizarían por la adecuada legislación sobre edificios antiguos, recién entrados en la década de 2000.